# 景云瑞
景云瑞（1909年—1986年），男，直隶（今河北）易县人，中国医学家，曾任石河子医学院副院长，第五、六届全国政协委员。